# Intendenza di finanza
L'intendenza di finanza fu una struttura statale italiana, istituita in ogni capoluogo di provincia, addetta alla riscossione dei tributi, al pagamento delle spese, all'amministrazione del patrimonio dello Stato, alla tutela degli interessi erariali e con compiti di controllo e di coordinamento sulle attività degli uffici finanziari e del relativo personale.

## Storia
L’istituto intendentizio era già presente all’epoca dell’Italia pre-unitaria. In particolare, in Piemonte, nel 1696, vennero istituiti gli intendenti di giustizia e di azienda, con attribuzioni in origine esclusivamente finanziarie e fiscali e successivamente significativamente ampliate oltre il campo meramente economico. Nel Lombardo-Veneto la figura dell'intendente fu presente tra il 1784 ed il 1791, mentre nel Regno di Napoli furono introdotte agli inizi dell'Ottocento le intendenze provinciali, sul modello piemontese.
A seguito dell'Unità d'Italia, il R.D. 5286/1869 introdusse in ogni capoluogo di provincia le intendenze di finanza, organi di decentramento dell’amministrazione finanziaria statale alle dirette dipendenze del Ministro delle finanze, con a capo l’intendente. Con il R.D. 5397/1869, che approvò il regolamento delle intendenze di finanza, ne furono indicate le competenze. Le funzioni vennero successivamente ampliate nel 1922, tramite un ulteriore regio decreto che operò un decentramento di attribuzioni dal Ministero alle intendenze di finanza, e nel 1923, con il R.D. n. 796 sul contenzioso penale tributario. Ulteriore estensione delle competenze avvenne ad opera del D.P.R. 72/1955, che portò ad un nuovo decentramento dei servizi dall'amministrazione centrale alle intendenze.
Da ultimo, la L. 358/1991 sulla ristrutturazione del Ministero delle finanze ha previsto la devoluzione delle funzioni delle intendenze alle direzioni regionali delle entrate.

## Competenze e funzioni
In origine, nel 1869, alle intendenze furono attribuite le competenze delle cessate Direzioni compartimentali esistenti nei vari rami dell'amministrazione finanziaria: demanio e tasse sugli affari, imposte dirette, catasto, pesi, misure e gabelle, nonché le competenze delle Ispezioni distrettuali e delle Agenzie del Tesoro. In particolare, con l'approvazione del regolamento delle intendenze di finanza venne chiarito che le intendenze avevano il compito di amministrare e tutelare i beni mobili e immobili dello Stato, applicare e riscuotere le tasse e le pene pecuniarie, riscuotere le imposte, verificare pesi e misure, conservare il catasto, riscuotere le gabelle e le privative dei sali e dei tabacchi, gestire il denaro pubblico.
Successivamente, il R.D. 200/1922 estese le attribuzioni delle intendenze nell'ambito delle materie di competenza: servizi demaniali, monopoli industriali, tasse sugli affari, imposte dirette, conservazione del catasto, dogane, imposte di produzione e dazi di consumo.
Nel 1923 venne attribuito ad esse un potere giurisdizionale in materia di contenzioso tributario, riorganizzato successivamente con la L. 4/1929.  Nel 1928, le funzioni delle intendenze furono ristrette tramite l’esclusione dal loro ambito di competenza dei servizi dei monopoli e delle privative.
Con la riforma degli ordinamenti tributari nel 1936, le intendenze assunsero il compito di vigilanza su tutte le pubbliche entrate, ma furono introdotti anche gli Ispettorati compartimentali delle imposte che ridussero progressivamente l'ambito di azione degli intendenti.
Durante il periodo della seconda guerra mondiale, fu affidata alle intendenze la gestione del risarcimento dei danni di guerra (compito già svolto dalle stesse durante la prima guerra mondiale).
Infine, nel 1955 ne fu ulteriormente estesa la competenza per materia e ne fu significativamente ampliata la competenza per valore. Nel medesimo anno, furono inoltre introdotti presso ciascuna intendenza i Servizi di pubbliche relazioni, con il ruolo di migliorare e rafforzare la relazione tra l'amministrazione finanziaria e i cittadini contribuenti.

### Letture aggiuntive
- Crispo, L'intendenza di finanza quale organo di decentramento, in Diritto e pratica tributaria, vol. 1, Padova, Cedam, 1969.
- De Luca, Le intendenze di finanza, in Diritto e pratica tributaria, vol. 1, Padova, Cedam, 1951.
- Spoto, Intendenza di finanza, in Digesto italiano, vol. 12, Torino, Utet, 1905.

### Riferimenti normativi
- Regio decreto 26 settembre 1869, n. 5286, in materia di "Col quale si istituiscono le Intendenze di Finanza"
- Regio decreto 18 dicembre 1869, n. 5397, in materia di "Che approva il Regolamento per le Intendenze di Finanza"
- Regio decreto 22 gennaio 1922, n. 200, in materia di "Relativo al decentramento di attribuzioni dal Ministero alle Intendenze di finanza e dalle Intendenze agli uffici esecutivi finanziari"
- Regio decreto 25 marzo 1923, n. 796, in materia di "Riguardante la competenza dell'intendente di finanza a riconoscere la esistenza delle trasgressioni alle disposizioni tributarie e, in genere, a qualsiasi legge o decreto interessanti i tributi dello Stato ed a stabilirne le penalità con decreto motivato"
- Legge 7 gennaio 1929, n. 4, in materia di "Norme generali per la repressione delle violazioni delle leggi finanziarie"
- Regio decreto 7 agosto 1936, n. 1639, in materia di "Riforma degli ordinamenti tributari"
- Legge 26 ottobre 1940, n. 1543, in materia di "Risarcimento dei danni di guerra"
- Decreto del presidente della Repubblica 4 febbraio 1955, n. 72, in materia di "Decentramento di servizi del Ministero delle finanze"
- Legge 29 ottobre 1991, n. 358, in materia di "Norme per la ristrutturazione del Ministero delle finanze"